# Zuidwest-Somalië

Vlag van Zuidwest-Somalië

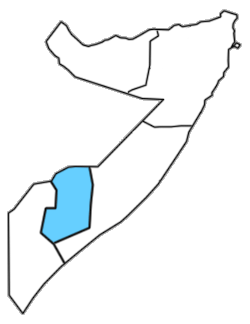
Locatie van Zuidwest-Somalië binnen Somalië

Zuidwest-Somalië (Somalisch: Koonfur-Galbeed Soomaaliya; Maay-Maay: Koofur-Orsi) was tussen 2002 en 2006 een de facto onafhankelijke staat in Somalië. De officiële naam van de staat was Zuidwestelijke Staat van Somalië (Somalisch: Dowlad Goboleedka RRA ee Soomaaliya). Het omvatte de regio's Bay, Bakool .
De staat was betrokken in de Somalische burgeroorlog en vocht mee aan de kant van de Somalische regering, Puntland, Galmudug en Ethiopië tegen de Unie van Islamitische Rechtbanken. Daarom waren niet alle districten in handen van Zuidwest-Somalië.
Net als Puntland wilde Zuidwest-Somalië een autonome staat vormen binnen Somalië en wilde het geen onafhankelijkheid zoals Somaliland. Zuidwest-Somalië werd vooral geregeerd door krijgsheren.
Sinds de oorlog van 2006 heeft Zuidwest-Somalië zich aangesloten bij de Somalische overgangsregering. Het grondgebied was eind augustus 2008 met uitzondering van de stad Baidoa en omgeving, echter grotendeels in handen van de islamistische Unie van Islamitische Rechtbanken en zijn bondgenoten.
Zuidwest-Somalië wordt vaak verward met Jubaland, maar ook al ligt Jubaland geografisch nog zuidwestelijker dan de voormalige staat Zuidwest-Somalië, toch maakte Jubaland hier geen onderdeel van uit.